# Stolnica svetega Janeza Krstnika, Besançon
Stolnica svetega Janeza je stolna cerkev v francoskem mestu Besançon, sedež Besançonske nadškofije. Na seznamu francoskih zgodovinskih spomenikov je od leta 1875.
Romansko gotsko baročna cerkev, posvečena sv. Janezu Evangelistu, je bila prvotno zgrajena v 3. stoletju, bistveno prenovljena med 9. in 12. stoletjem, nazadnje pa v 17. stoletju. Stoji v starem mestnem središču ob vznožju hriba Mont Saint-Étienne, pod mestno citadelo. Vzhodno od nje so mestna vrata Porte Rivotte z dvema okroglima stolpoma iz 16. stoletja, zahodno od nje pa rimski slavolok iz 2. stoletja Porte Noire. Znotraj urnega stolpa stolnice je astronomska ura iz 19. stoletja, sestavljena iz 30.000 mehanskih delov.